# Bojana Popović
Bojana Popovic (antes llamada Bojana Petrovic; Niš, 20 de noviembre de 1979) es una entrenadora de balonmano y exjugadora montenegrina, 6 veces ganadora de la Champions League, medalla de bronce en Campeonato del Mundo de Italia 2001 y Subcampeona Olímpica en Londres 2012, que está en el Salón de la Fama.

## Trayectoria

### Como entrenadora
En 2012, tras dejar las pistas como jugadora, empezó siendo entrenadora asistente del Buducnost. Empezó su periplo por los banquillo siendo la seleccionadora del equipo femenino cadete de Montenegro en el Campeonato Mundial en Polonia en 2018.
Después de que Dragan Adžić anunciara su partida del banquillo montenegrino tras la mala actuación de la selección nacional en los Juegos Olímpicos, Popović asumió el cargo de entrenador del equipo nacional a finales de agosto de 2016 de forma interina. Apenas un mes después, Adžić revisó su decisión y permaneció en el cargo, pero Popović se convirtió en su entrenadora asistente. Después de una pausa temporal, asumió nuevamente este cargo en noviembre de 2020. En el mismo mes también se convirtió en entrenadora de su club de jugadora, el ŽRK Budućnost Podgorica. A fines de marzo de 2021, Popović fue ascendida a entrenadora de Montenegro en sustitución de Kim Rasmussen. 
Bajo su batuta, el club ganó tanto el Campeonato de Montenegro como la Copa de Montenegro en 2021, 2022 y 2023 y la selección ganó la medalla de bronce en el Campeonato de Europa de 2022.

#### Banquillos
- 2021-Actualidad: ŽRK Budućnost
- 2021-Actualidad: Selección de Montenegro

### Como jugadora
Empezó jugando al balonmano en el equipo serbio de su ciudad natal, cuando el país aún era Yugoslavia. A partir de los 17 años jugó la liga yugoslava con el HC Naisa Nis. De ahí saltó a uno de los equipos más laureados de la actual Montenegro, el ŽRK Budućnost, con el que consiguió sus primeros títulos nacionales, ganando tres campeonatos de liga (campeonato de Serbia y Montenegro, antes de la división del país) y tres copas nacionales. Además compitió hasta por cuatro veces en la Champions League y se quedó en semifinales todas ellas.
Desde su país natal se mudó a Dinamarca para jugar con el Slagelse DT, con el que consiguió tres Champions, una EHF Cup, tres Campeonatos de Liga danesa y una Copa de Dinamarca. Al finalizar la temporada 2006–07 Bojana se mudó al todopoderoso Viborg HK, con el que ganó su cuarta y su quinta Copa de Europa, además de otras dos ligas danesas y dos campeonatos de Copa.
Dos años después, por problemas personales de su esposo, el jugador de baloncesto Petar Popovic, volvió al Budućnost, con el que consiguió su última Champions en 2012. Fue entonces, con 32 años, cuando anunció su retirada, junto a Maja Savić.

#### Clubes
- 1994–98: HC Naisa Nis
- 1998–02: ŽRK Budućnost
- 2002–07: Slagelse DT
- 2007–10: Viborg HK
- 2010–12: ŽRK Budućnost

#### Selección
Consiguió con la selección montenegrina un total de 199 tantos en 52 partidos.
Su mayor logro con la selección de su país fue la medalla de plata conseguida en los Juegos Olímpicos de 2012 tras una ajustada derrota ante Noruega por 26 a 23 a pesar del gran partido de la propia Bojana y de su portera Barjaktarovic, que promedió casi un 50% de paradas en el segundo tiempo.
Tras anunciar su retirada en 2012 decidió volver a calzarse las zapatillas con 36 años para jugar con Montenegro en los Juegos Olímpicos de 2016 en Rio de Janeiro. Antes de competir con la selección nacional se sometió a un duro entrenamiento que le hizo conseguir la confianza del seleccionador nacional Dragan Adzic. Además fue la abanderada del equipo olímpico montenegrino.

## Títulos y galardones

### Selección nacional

#### Como entrenadora
- 1 x  Medalla de bronce en el Campeonato de Europa de 2022

#### Como jugadora
- 1 x  Medalla de plata en los Juegos Olímpicos del 2012
- 1 x  Medalla de bronce en el Campeonato del Mundo de 2001

### De clubes

#### Como entrenadora
- 3 x Liga de Montenegro (2021, 2022, 2023)
- 3 x Copa de Montenegro (2021, 2022, 2023)

#### Como jugadora
- 6 x Champions League (2004, 2005,  2007,[15] 2009, 2010, 2012)
- 1 x Copa de la EHF (2003)
- 5 x Liga Danesa (2003, 2005, 2007, 2008)
- 3 x Copa de Dinamarca (2003, 2007, 2008, 2010)
- 4 x Liga Serbia y Montenegro (1999, 2000 , 2001 y 2002)
- 3 x Copa de Serbia y Montenegro (2000, 2001, 2002)

### Galardones individuales
- Miembro del Salón de la Fama
- 4 x Jugadora del año en Dinamarca (2004,[16] 2005,[16] 2007,[7] 2008)
- 3 x Máximo goleador de la Liga de Campeones (2004,[16] 2005,[16] 2007[15])
- 2 x Máximo goleadora de la Liga Danesa (2004 y 2005)[17]
- 1 x Copa de Luchadores ("Pokalfightere") (2008)[18]
- 1 x Deportista del año de Montenegro (2012)
- Siete ideal de los Juegos Olímpicos de Londres 2012[19]

## Vida
En 2004 se casó con el jugador de baloncesto Petar Popović. Tiene dos niños, que trajo al mundo entre su retirada y su regreso a las canchas para competir en los Juegos de Rio de Janeiro (diciembre del 2013 y abril del 2015)